# مساجد شهر باگرهات
مساجد شهر باگرهات میراث جهانی یونسکو در منطقه باگرهات، بنگلادش است. این مسجدها حاوی چندین مسجد ساخته شده در دوره سلاطین بنگال در قرن پانزدهم است که مسجد شصت گنبد بزرگ‌ترین آن است. سایر مساجد شامل مسجد سینگار، مسجد نه گنبد، مقبره خان جهان، مسجد بی بی بیگنی و مسجد رونویجوی پور است. این مساجد در زمان فرمانداری اولوغ خان جهان، یک افسر نظامی ترک ساخته شد که توسط سلطان محمود شاه بنگال به عنوان فرماندار در سونداربانس منصوب شده بود.
این سایت یک "شهر ضرابخانه " از سلطان بنگال بود. باگرهات یکی از بزرگ‌ترین مساجد دوره سلطان در بنگلادش را دارد. این شهر تاریخی که توسط فوربز به عنوان یکی از ۱۵ شهر گمشده جهان ثبت شده است، بیش از ۵۰ سازه در سبک معماری هندو اسلامی به سبک سلاطین بنگال بنا کرده است. مساجد باگرهات نشان د هنده"سبک خان جهان" از سلاطین بنگال را نشان می‌دهد. این مساجد پس از بین بردن پوشش گیاهی که قرن‌ها آنها را از دید پنهان کرده بود، کشف شد. این سایت در سال ۱۹۸۳ توسط یونسکو تحت معیارهای (iv)، "به عنوان نمونه برجسته از یک مجموعه معماری که نمایانگر مرحله پیشین تمدن تاریخ بشر است شناخته شده است، که مسجد شصت گنبدی با ۶۰ ستون و ۷۷ گنبد، شناخته شده‌ترین است این مساجد دارای آثار هنری با رنگهای مایل به قرمز و تزیینات تزئینی است.

## جغرافیا
این شهر مسجدی در جنوب بنگال در نزدیکی رودخانه بزرگ دلتای گنگ در ۶۰ کیلومتر (۳۷ مایل) از ساحل خلیج بنگال واقع شده است. این شهر در مساحتی ۵۰ کیلومتر مربع (۱۹ مایل مربع)) گسترش یافته است. توجه به طبیعت پوشش زیستگاه جنگلی سنگین و سکونتگاه ببرها، این شهر با زیرساخت‌های منحصر به فردی ساخته شده است تا بتواند آن را مسکونی کند.

## تاریخ
سلطان بنگال در قرن پانزدهم، اولوغ خان جهان را به عنوان فرماندار خود در ساندنباران در جنوب بنگال منصوب کرد. اولوغ خان جهان فردی با اصالت ترک بود. عنوان اولوغ برای حکام در فرهنگ ترکی-ایرانی رایج بود. سلطان بنگال مهاجران بسیاری از خاورمیانه و آسیای میانه را به خود جلب کرد که ایده‌هایی از معماری اسلامی را با خود به همراه آوردند. سلطان بنگال در پایتخت پاندوا و گودا مستقر بود. در شرق بنگال، سونارگائون یک مرکز مهم اداری بود. منطقه اراکان برمه نیز تحت سلطه سلطان بنگال قرار داشت. جنگل ساندنباران در جنوب غربی بنگال واقع شده است. به گفته ریچارد ایتون، افرادی که در جنگلها زندگی می‌کردند خارج از سلسله مراتب اجتماعی هندو بودند. تصوف توسط مبلغان مسلمان برای جذب جمعیت محلی به کار گرفته شد. تعداد بالای مساجد حاکی از سرعتی است که با کمک آن مردم محلی به اسلام گرویده‌اند.
برنامه‌ریزی این شهر کاملاً از سبک معماری اسلامی پیروی می‌کند. به ویژه، تزئینات ترکیبی از سبک‌های مختلف از جمله معماری بنگالی، معماری ایرانی و معماری اسلامی است. این شهر ۳۶۰ مسجد (بیشتر آنها با طرح‌های یکسان)، بسیاری از ساختمان‌های عمومی، مقبره‌ها، پل‌ها، شبکه راه‌ها و مخازن آب را در بر می‌گرفت. ماده مورد استفاده در ساخت و ساز آجر پخته شده بود که طی قرن‌ها تحت شرایط شوری خاک و جو رو به زوال قرار گرفته است.

## مساجد
در زیر فهرستی جزئی از مساجد، مقبره‌ها یا ارامگاه‌ها و سایر بناهای تاریخی که از میان آنها تعداد زیادی از ویرانه‌های شهر بازسازی شده‌اند.

### شصت مسجد گنبد
مسجد شصت گنبدی، در ساحل شرقی یک مخزن آب یا حوضچه قرار دارد و یکی از قدیمی‌ترین مساجد کشور است و به عنوان «مسجدی تاریخی نمایانگر دوران طلایی مسلمانان در بنگال» توصیف شده است. زیربنای این مسجد ۴۹ متر طول و ۳۳ متر عرض دارد. این مسجد با داشتن ۶۰ ستون که از ۷۷ گنبد خمیده و کم ارتفاع که به مرور زمان فرسوده شده‌اند یک نمونه معماری منحصر به فرد است. این هفت گنبد مرکزی چهار ضلعی هستند و به سبک بنگالی ساخته شده‌اند. مسجد در سال ۱۴۴۰ توسط خان جهان علی تأسیس شد.
- مسجد نه گنبد
- مسجد سینگار
- مسجد رونویوی پور
- مسجد چونا خولا
- مقبره خان جهان

## نگارخانه

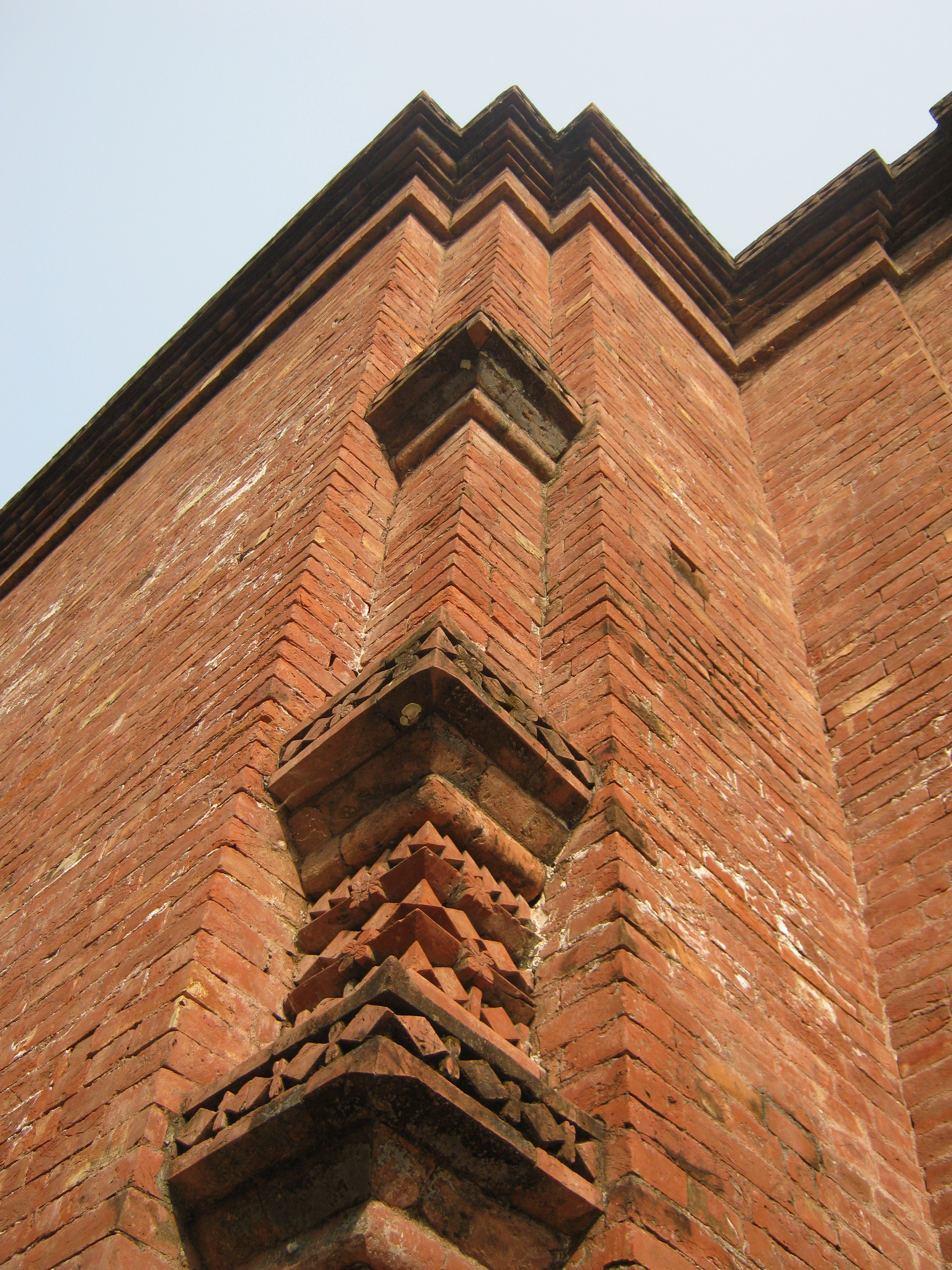
تراکوتا اسلیمی بر روی دیوار گوشه، مسجد شصت گنبد
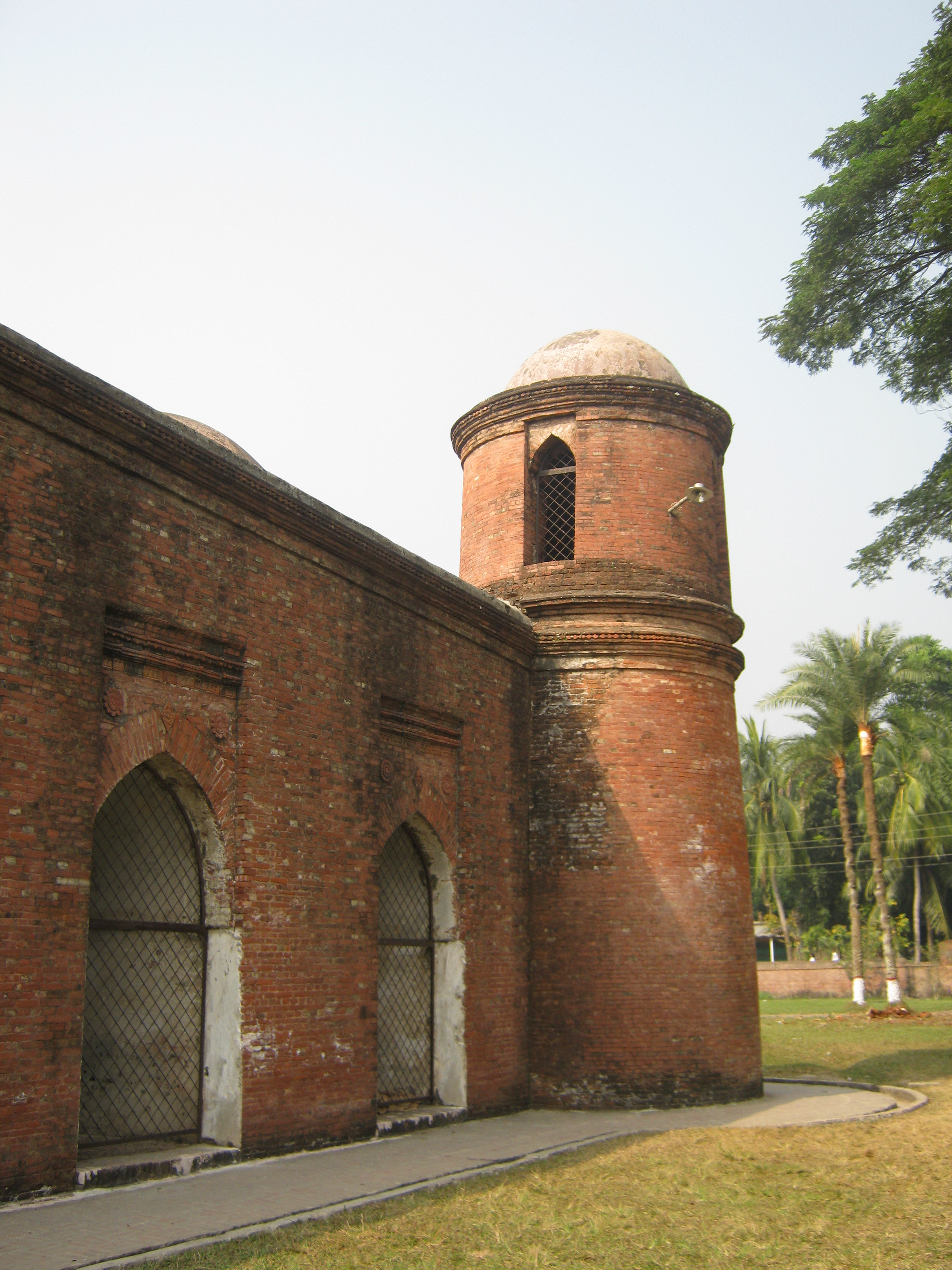
مناره مسجد شصت گنبد
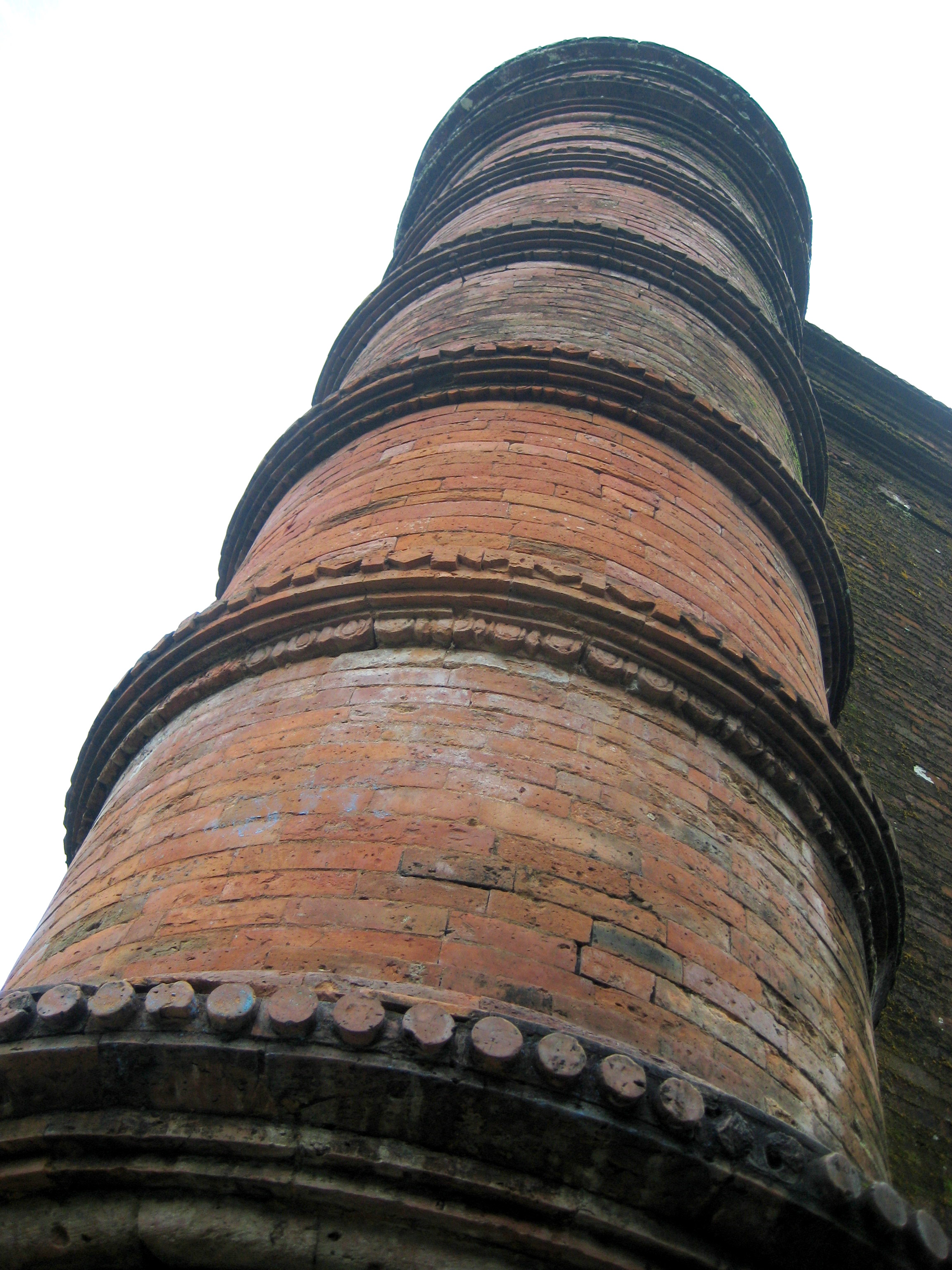
برج نبشی، مسجد نه گنبد
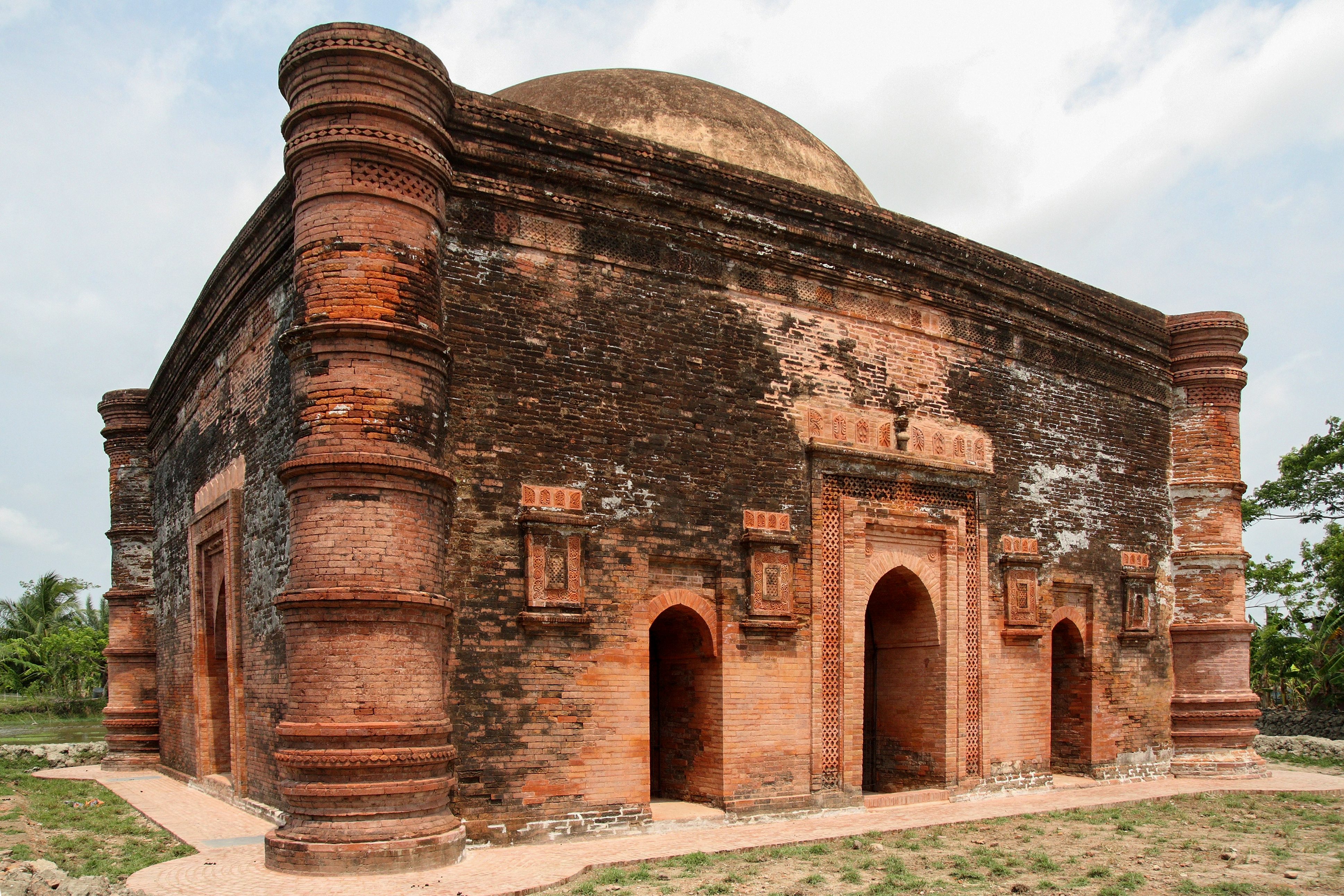
مسجد چونا خولا